# Olga Desmond
Olga Desmond (nascida Olga Antonie Sellin; Allenstein, Prússia Oriental [agora Olsztyn, Polônia], 2 de novembro de 1890 — Berlim, 2 de agosto de 1964) foi uma dançarina, atriz, modelo artística e estátua viva alemã.

## Biografia

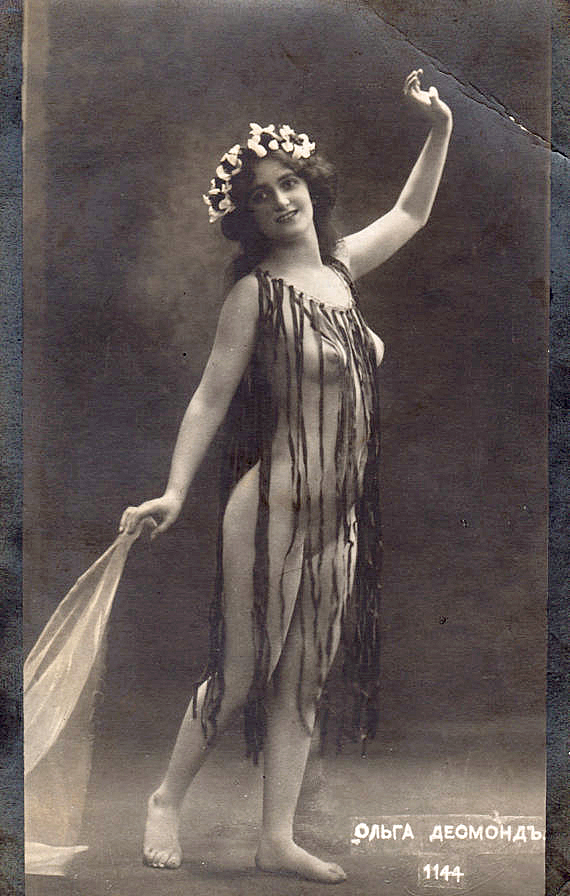
Olga Desmond c. 1910

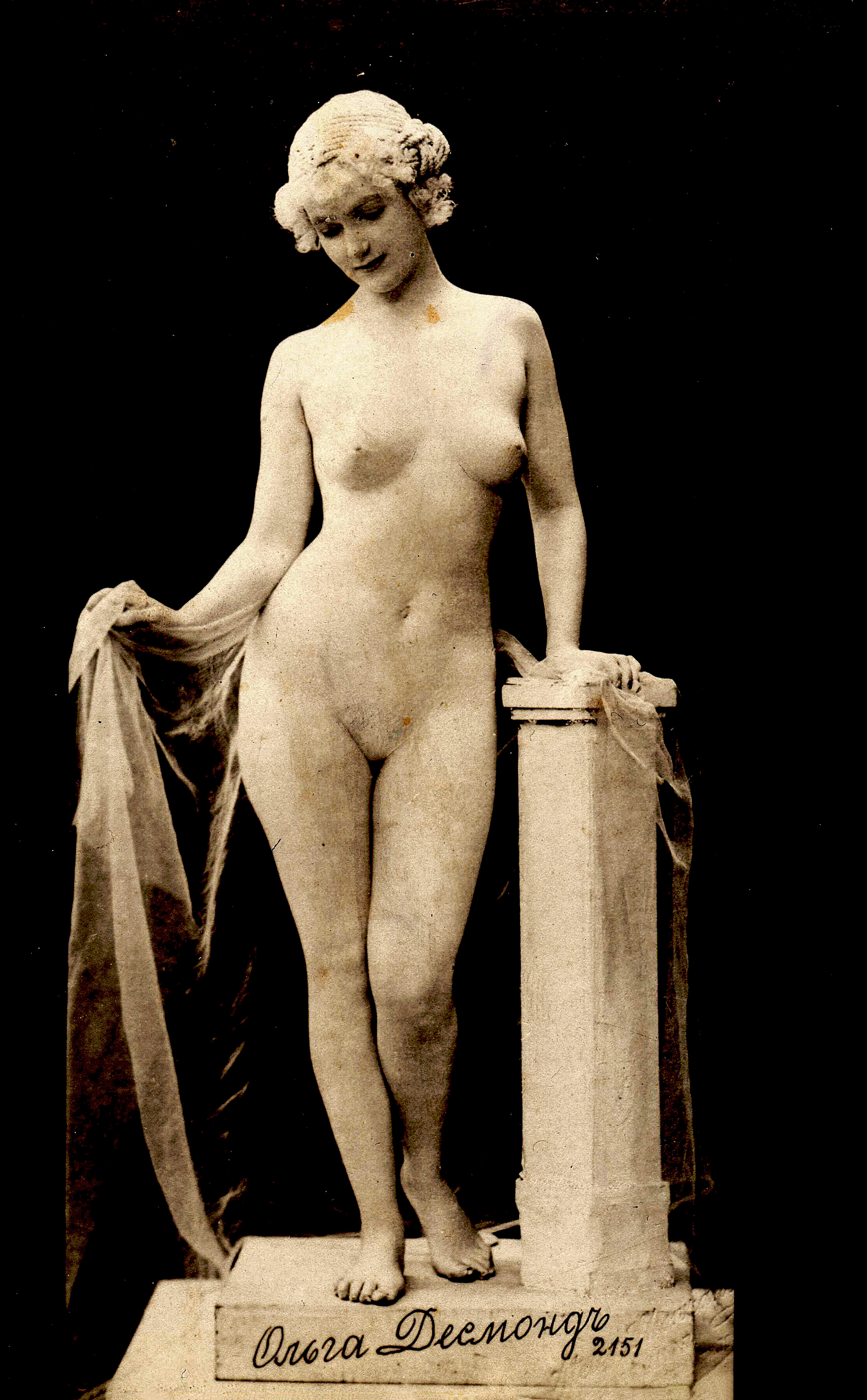
Olga Desmond em um cartão-postal russo contemporâneo

Olga Antonie Sellin, nascida em 2 de novembro de 1890, dividia uma casa com treze irmãos e irmãs. Aos quinze anos, ela deixou sua família e se juntou a uma peça de teatro em Londres. Em 1906, ela frequentou a Escola Marie Seebach da Königlicches Schauspielhaus Berlin. Em 1906/7, ela se juntou a um grupo de artistas, incluindo Lovis Corinth, e apareceu como Vênus durante a turnê de nove meses do grupo no Pavilhão de Londres, onde eles foram colocados em "representações plásticas". Eles foram autorizados a atuar quase nus, desde que ficassem quietos e usassem uma cortina para escondê-los quando se movessem entre as cenas.
Em Berlim, ela co-fundou a Associação para a Cultura Ideal e fez apresentações chamadas "fotos vivas", nas quais ela posou à maneira de antigas obras de arte clássicas. Ao retornar a Berlim, ela mudou seu nome para Olga Desmond, trabalhando com Adolf Salge. Ela começou a criar sua própria apresentação e dançava com um véu. Eventualmente, ela mudou para um longo cinto de estilo medieval. Quanto mais ela posava, mais ela percebia que queria se mover no palco. Ela queria dar vida à nudez. Essas chamadas "Noites de Beleza" (Schönheitsabende) foram proibidas em mais de uma ocasião a partir de 1908, porque os atores geralmente posavam nus ou usando apenas pintura corporal. Ela os defendeu comparando-os com o ideal grego clássico de nudez. A Variety relatou em 1909 que ela havia recebido ordens de se cobrir ao se apresentar no Crystal Palace, Leipzig, onde ganhava DM200 por noite, mas a polícia em Frankfurt não a impediu de se apresentar lá. Ela também introduziu danças solo entre os tableaux e uma nova peça de performance, Der Schwertertanz [Dança da Espada] realizada entre duas pontas de lança apontadas para cima colocadas no chão do palco. Isso levou a convites para aparecer na Alemanha e em São Petersburgo.

### Visita à Rússia
A "heroína das imagens vivas", Olga Desmond tornou-se uma das primeiras a promover a nudez no palco de São Petersburgo, na Rússia, quando no verão de 1908, a bailarina alemã ali chegou com seu repertório de performance. As Noites de Beleza de Olga Desmond rapidamente se tornaram objeto de um grande debate na mídia russa. Pelo menos um dos representantes da "justiça" oficial queria levar Desmond ao tribunal por "sedução".
A própria Olga Desmond defendeu persistentemente seu direito de aparecer nua. Ela disse à imprensa russa:
Chame de ousado ou corajoso, ou como quiser descrever minha aparência no palco, mas isso requer arte, e ela (a arte) é minha única divindade, diante de quem me curvo e pela qual estou preparada para fazer todos os sacrifícios possíveis ... Eu decidi quebrar as pesadas correntes centenárias, criadas pelas próprias pessoas. Quando subo ao palco completamente nua, não me envergonho, não me intimido, porque apareço perante o público tal como sou, amando tudo o que é belo e gracioso. Nunca houve um caso em que minha aparição perante o público evocou quaisquer observações cínicas ou ideias sujas.
Como outros dançarinos ao redor do mundo que buscam elevar o status de sua arte, Olga Desmond aumentou os preços de alguns de suas apresentações para que apenas pessoas que respeitassem seu tipo de arte pudessem assistir a suas apresentações. Além de aumentar os preços, muitas de suas apresentações eram abertas apenas a membros de outras sociedades de dança para que as pessoas na rua não pudessem ver suas apresentações.
Questionada se uma fantasia de palco iria atrapalhar ela, Olga Desmond respondeu: "Ser completamente graciosa em uma fantasia ou mesmo em um tricô é impensável. E decidi me livrar desse jugo desnecessário." Contrariando as alegações de que ela excita os "instintos básicos" do público, a bailarina disse: "Eu propositalmente estabeleci uma alta taxa de entrada para minhas apresentações para que a rua não entrasse, pois ela tem pouco conhecimento de arte pura, mas então que viriam pessoas com demandas mais amplas por isso, pessoas que me olhariam como um servidor da arte."
As autoridades de São Petersburgo deram pouca atenção às explicações da dançarina de Berlim, e sua primeira aparição na capital imperial russa também foi a última: novas apresentações foram proibidas pelo prefeito. Muitos artistas da capital ficaram do lado das autoridades. Por exemplo, Konstantin Makovsky denunciou veementemente o que chamou de "culto ao corpo nu", dizendo que "a beleza, como muitas outras coisas na vida, deve ter seus segredos ocultos, que nem temos o direito de revelar".

### Retorno a Berlim
Olga Desmond não foi menos objeto de controvérsia em seu próprio país. Em 1909, sua aparição no Wintergarten de Berlim foi a causa de tal escândalo que se tornou assunto de discussão até mesmo na Assembleia Estatal da Prússia. Mas "escandalosa" também significava conhecida e, por causa de sua fama, havia produtos cosméticos que levavam seu nome. Ela viajou pela Alemanha em várias viagens até 1914, quando se casou com um grande proprietário de terras húngaro e partiu com ele para sua propriedade.
De 1916 a 1919, ela apareceu em vários filmes, incluindo Seifenblasen (Bolhas de Sabão), Marias Sonntagsgewand (Roupas de Domingo de Maria) e Mut zur Sünde (Coragem para o pecado). No último filme, ela contracenou com o conhecido ator alemão Hans Albers. Em 1917, ela se separou do marido e voltou aos palcos. Sua primeira aparição ocorreu em 15 de abril de 1917 no Teatro da Universidade Real (Theater der Königlichen Hochschule) em Berlim. No mesmo ano, ela apareceu em uma performance de Carmen em Colônia. Ela apresentou noites de dança e outras coisas em Varsóvia, Breslau (agora Wrocław), e Kattowitz (agora Katowice).
Desmond também era uma defensora do ensino. Em 1919, ela publicou um panfleto, Rhythmograpik, que incluía um novo método de escrever danças e transcrever os movimentos em símbolos especiais. O panfleto incluía imagens dela em vestidos transparentes e mulheres nuas dançando dentro de padrões florais; Desmond entendia a precisão necessária para dançar. Seu panfleto ajudou outras dançarinas de uma maneira nova e interessante. A partir de então, ela fez menos aparições públicas e, a partir de 1922, dedicou-se inteiramente ao ensino. Entre seus alunos mais conhecidos estava Hertha Feist, que mais tarde se tornou membro do grupo de dança de Rudolf von Laban.
Após a Primeira Guerra Mundial, ela se casou com seu segundo marido, Georg Piek, um empresário judeu com um estúdio para equipamentos de palco, decorações e tecidos especiais. Depois de 1933, Piek deixou a Alemanha.
Após a Segunda Guerra Mundial, Desmond viveu na parte oriental de Berlim. Em seus últimos anos, esquecida pelo público, trabalhou como faxineira. Para ganhar a vida, ela também vendia cartões postais antigos e outras recordações de sua época como dançarina renomada.
Em 2 de agosto de 1964, Olga Desmond morreu em Berlim Oriental, em grande parte esquecida pelo público. Ela foi sepultada no Cemitério I. St. Elisabeth.

## Legado
O trabalho de Desmond continua a ser exibido. Por exemplo, em 1993, uma foto de sua performance de 'Schönheitsabende' em 1908 apareceu em The Uncanny, de Mike Kelley. Em 2009 ela foi o tema de Olga Desmond 1890–1964 Preußens Nackte Venus. Ela foi incluída em Dance of Hands: Tilly Losch and Hedy Pfundmayr in Photographs 1920–1935, que foi exibido no Museum des Moderne Salzburg em 2014 e no Das Verborgene Museum em 2015–2016. A série de fotos de Otto Skowranek da dança da espada de Desmond é realizada no Deutsches Tanzarchiv Köln.

## Filmografia
- 1915: Seifenblasen[24][25]
- 1915: Nocturno[24][25]
- 1917: Postkarten-Modell : Wanda[24][25]
- 1917: Die Grille[24][25]
- 1918: Leben um Leben : Aglaja[24][25]
- 1918: Der Mut zur Sünde[24][25]
- 1918: Der fliegende Holländer : Senta. Dirigido por Hans Neumann.[24][25]
- 1919: Göttin, Dirne und Weib[24][25]

## Publicações
- Desmond, Olga. Rhythmographik. Tanznotenschrift als Grundlage zum Selbstudium des Tanzes.  Edited by Fritz Böhme, Leipzig, 1919.[24][25]

### Primeiros fotógrafos trabalhando com gênero semelhante
- Trude Fleischmann